# Ängschampinjon
Ängschampinjon (Agaricus campestris) är en matsvamp som är allmänt förekommande i hela Sverige. Den har en mild smak och lukt och dess kött är vitt med svag rodnad. Som matsvamp används den bland annat i stuvningar och soppor och unga svampar kan också användas i sallader. Den är landskapssvamp i Skåne.
På sommaren och på hösten kan den anträffas i öppen mark, särskilt ängsmarker, hagar och gräsmattor. Svampens fruktkroppar uppträder ofta många tillsammans och den hör till de svampar som kan ingå i så kallade häxringar (eller älvringar). 
Hatten är välvd och har en vitaktig färg och blir cirka 5–10 centimeter bred. Kanten på hatten kan ibland vara lite rosatonad. Skivorna är hos unga exemplar rosaktiga, men efterhand övergår de till att bli allt mer svartbruna. Även svampens sporer är svartbruna. Foten är vitaktig, men gulnar ofta mot basen. Dess höjd är cirka 3–6 centimeter. På foten finns som hos andra champinjoner en ring, som är tunn och skör. Strumpa saknas.